# Hogna levis
Hogna levis là một loài nhện trong họ Lycosidae.
Loài này thuộc chi Hogna. Hogna levis được Ferdinand Karsch miêu tả năm 1879.